# Stylomesus regularis
Stylomesus regularis är en kräftdjursart som beskrevs av Menzies 1962C. Stylomesus regularis ingår i släktet Stylomesus och familjen Ischnomesidae. Inga underarter finns listade i Catalogue of Life.